# オスカー・ニーマイヤー
オスカー・リベイロ・デ・アルメイダ・ニーマイヤー・ソアーレス・フィーリョ（ポルトガル語: Oscar Ribeiro de Almeida Niemeyer Soares Filho [ˈoskaʁ ni.eˈmajeʁ])、1907年12月15日 - 2012年12月5日）は、ブラジル、リオデジャネイロ市生まれの建築家。

## プロフィール

### 巨匠とともに

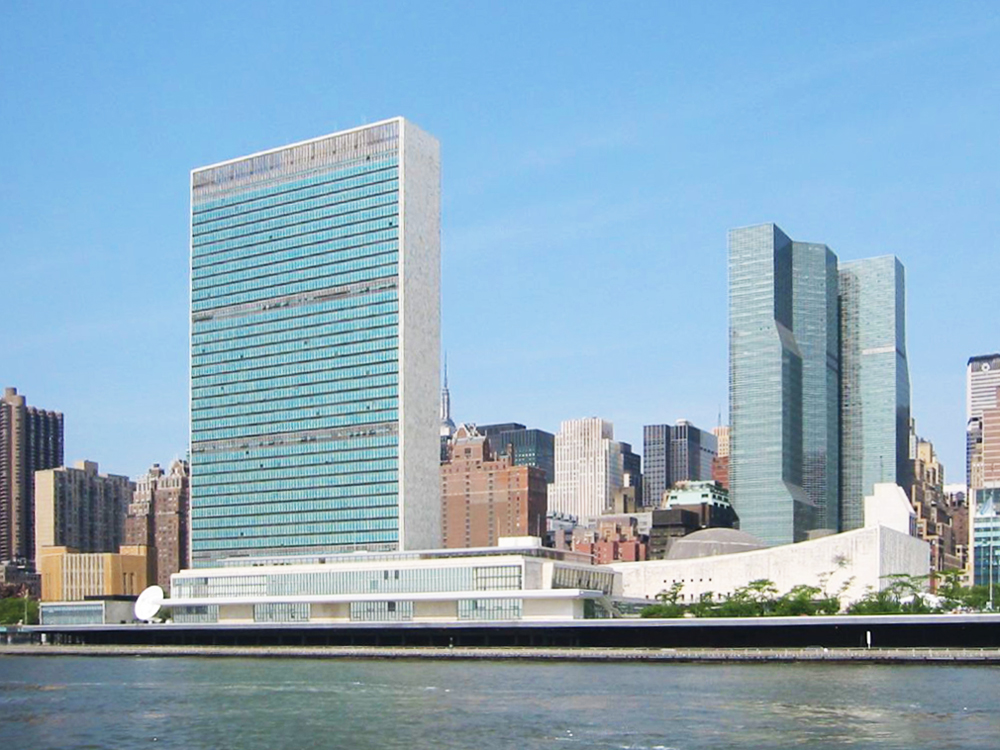
国際連合本部ビル

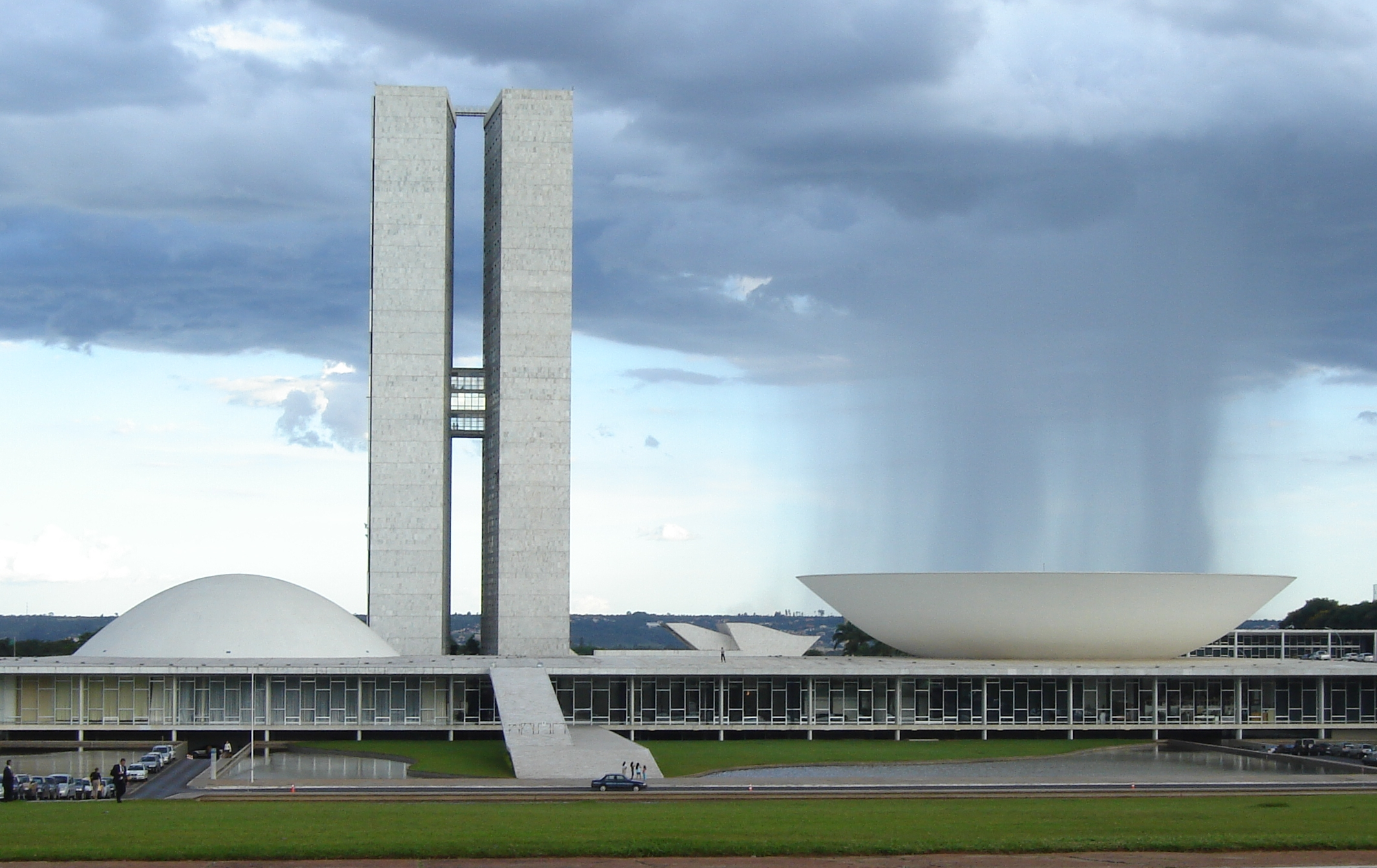
ブラジル国会議事堂

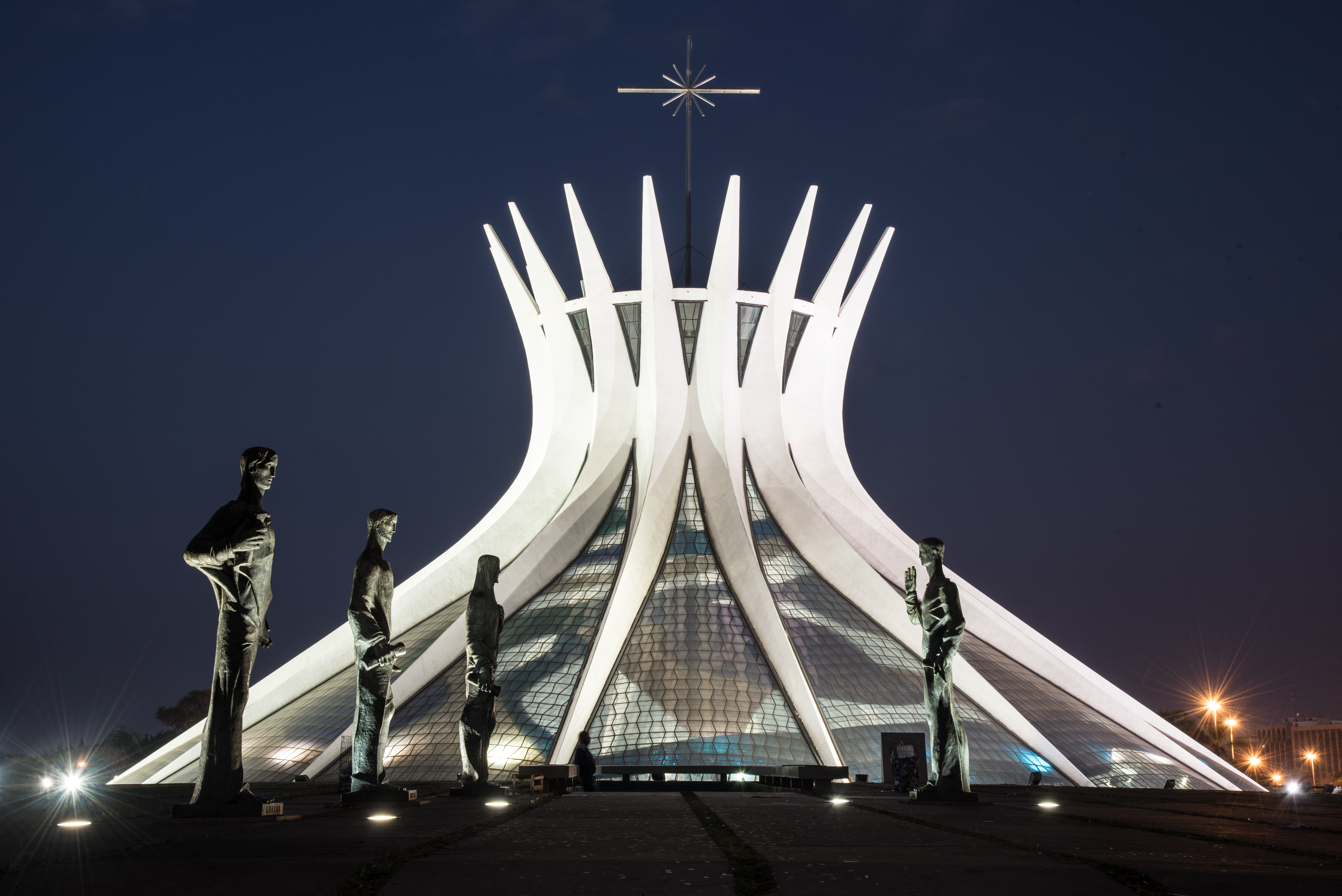
ブラジリア大聖堂

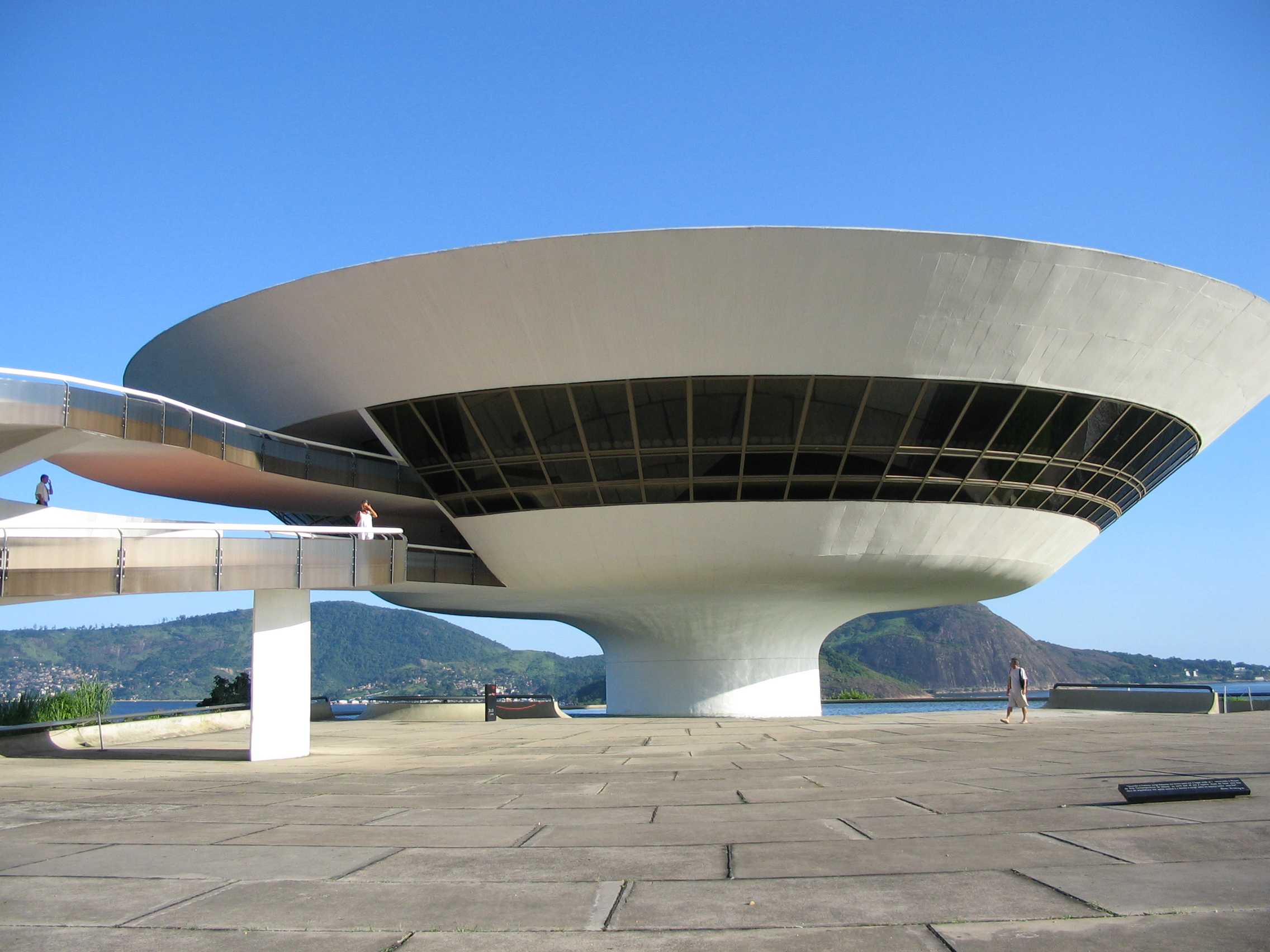
ニテロイ現代美術館

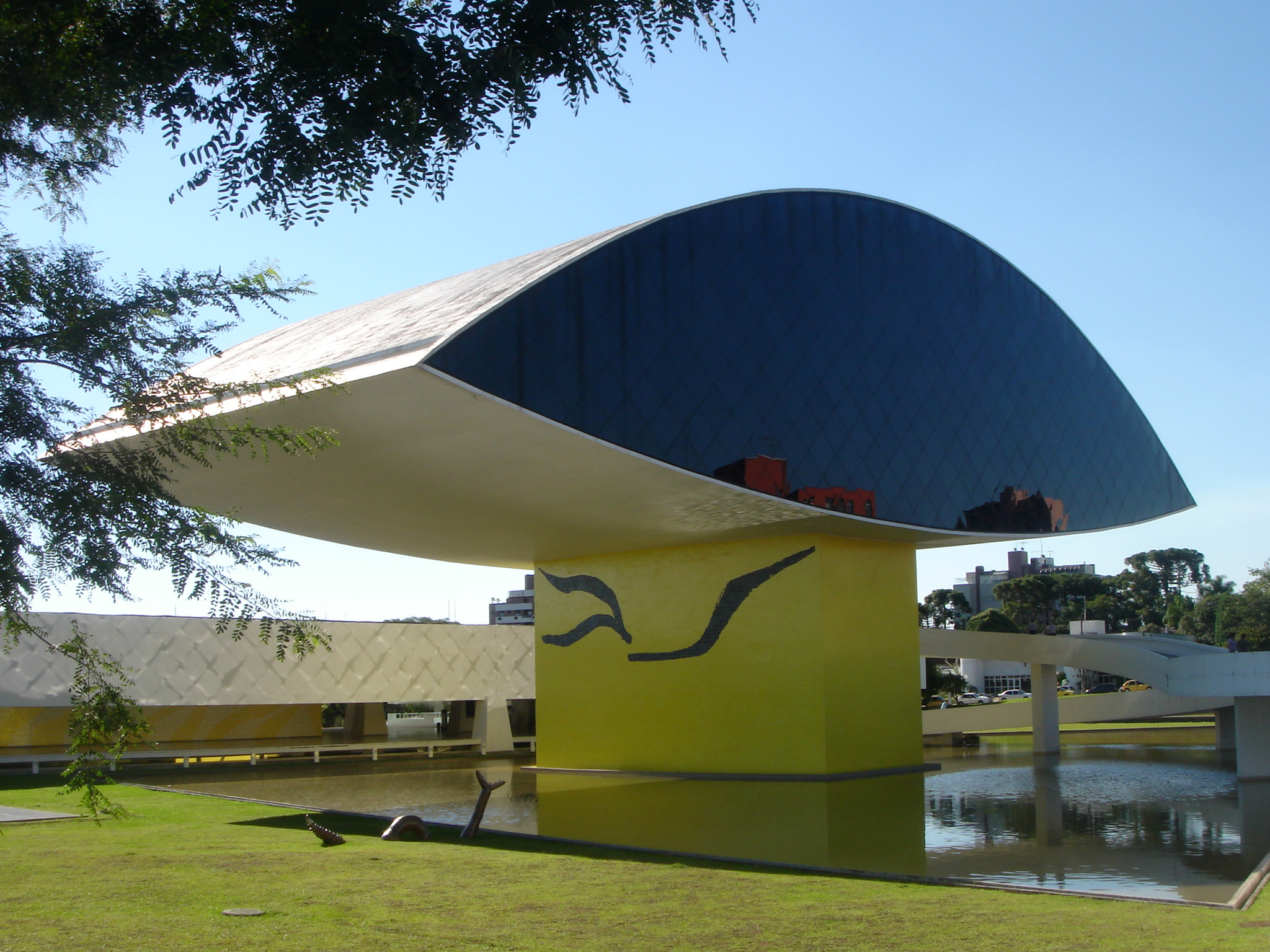
オスカー・ニーマイヤー美術館

1907年に、当時ブラジルの首都であったリオ・デ・ジャネイロのドイツ系の家庭で生まれた。なお、本人は「自分にはインディオか黒人の血も混ざっているかもしれない。でもそれは私にとっては誇りである」と語っている。
1929年、バルナピタス高校卒業。1934年にリオデジャネイロ国立芸術大学建築学部を卒業。1935年からリオ・デ・ジャネイロのルシオ・コスタとカルロス・レアンの設計事務所に勤務し、旧教育保健省庁舎の設計に関わった。この際、ルシオ・コスタが設計顧問としてル・コルビュジエを招いたことをきっかけにコルビュジエと出会う。

### ブラジリア
1940年、当時ベロオリゾンテの市長を務めていたジュセリーノ・クビチェックと出会い、パンプーリャ湖畔の開発計画に参加。1945年、ブラジル共産党に入党。第二次世界大戦後の1952年にル・コルビュジエらと共にアメリカ・ニューヨークの国際連合本部ビルをデザインした。
ブラジルの大統領となったクビチェックの呼びかけで1956年から1960年にかけて新首都ブラジリア（首都移転は1960年）建設計画に参加した。コンペを経て選ばれたルシオ・コスタの総合監修の下、大統領官邸や国会議事堂、最高裁判所、法務省、外務省などの主要建築物の設計を行った。
ブラジリアのどの建築物にも、ニーマイヤーが語るところの「自由な曲線」が多用されており、1987年には近代都市では初の世界遺産に登録された。

### 亡命
1960年代から1980年代中盤にかけてのブラジルの軍事政権下においては、その左翼的な政治志向が嫌われたため、ブラジルでの設計活動を禁止された。1967年、フランスのパリに亡命に近い形で住み着く。その後の20年程はフランスを活動の拠点として、フランス、イタリア、アルジェリアなどで設計を手がけた。フランス共産党に入党して党本部の設計も行った。

### 帰国後
1985年の民政復帰後はブラジルに戻って設計活動を再開し、生まれ故郷のリオ・デ・ジャネイロに在住し設計活動を行った。なおAP通信の報道によると、2006年11月16日に秘書の女性と再婚した。
2012年12月5日、肺炎などのためリオデジャネイロの病院で死去。104歳没。

## 受賞
- レーニン国際平和賞（1963年）
- プリツカー賞（1988年）
- アストゥリアス皇太子賞（1989）
- 高松宮殿下記念世界文化賞（2004年）

## 受勲
- 大聖グレゴリウス勲章（1990年）- ヨハネ・パウロ2世により受勲[4]。
- スペイン芸術文学勲章（2009年11月） - スペイン政府より受勲。Excelentísimo Señorとして遇される。

## 作品
- 1937年　オブラ・デベルコ保育園（リオデジャネイロ）
- 1939年　ニューヨーク博覧会ブラジル館
- 1940年-　パンプーリャ湖プロジェクト（ベロオリゾンテ）
  - カジノ（1942年）
  - レストラン（1942年）
  - ヨットクラブ（1942年）
  - ダンスホール（1943年）
  - サン・フランシスコ礼拝堂（1942年-43年）
  - スイミングクラブ・PIC（1961年）
- 1942年　カノアスの住宅 （自邸）
- 1943年　ブラジル旧教育保健省庁舍（リオデジャネイロ）
- 1946年　ボア・ビスタ銀行
- アメリカ・ラチーナ保険本社（サンパウロ市、東京海上火災の現地子会社の本社で1970年代に取り壊された）
- 1951年　コパン・コンプレックス（サンパウロ）
- 1951年-　イビラプエラ公園プロジェクト（サンパウロ）
  - ビエンナーレ 産業パヴィリオン（サンパウロ・ビエンナーレなどの会場、1951年）
  - オカ・パヴィリオン（1951年）
  - 劇場（2005年）
- 1952年　国際連合本部ビル（ニューヨーク、正式には建築家国際委員会の設計となっている）
- 1956年-　ブラジリア都市計画
  - アルボラーダ宮殿（1958年）
  - 三権広場（1958年）
  - ブラジリア大聖堂（1958年-1970年）
  - ブラジル国立劇場（1958年）
  - ファティマ教会（1959年）
  - プラナルト宮殿（1960年）
  - ブラジル国会議事堂（1960年）
  - ブラジル最高裁判所（1960年）
  - ブラジル法務省（1960年）
  - ブラジリア大学本館（1962年）
  - ブラジル外務省（1965年-69年）
  - ブラジル国防省
  - ホテル・ブラジリア
  - ナショナル・パンテオン（1986年）
  - ギマラエス国立美術館（2006年）
  - ブラジル国立図書館（2007年）
- 1959年　南アメリカ病院（リオデジャネイロ）
- 1964年　ハイファ大学キャンパス（ハイファ）
- 1972年　コンスタンティーヌ大学（コンスタンティーヌ）
- 1975年　モンダドーリ出版社本社（ミラノ）
- 1978年　セーヌ＝サン＝ドニ県労働組合協会（ボビニー）
- 1981年　ル・アーヴル文化センター ル・ヴォルカン（パリ）
- 1981年　フランス共産党本部（パリ）
- 1983年　サンボードロモ・ダ・マルケス・ジ・サプカイ（リオデジャネイロ）
- 1986年-89年　ラテンアメリカ・メモリアル・コンプレックス（サンパウロ）
  - 劇場（1988年）
  - 国会議事堂（1988年）
  - イベントルーム（1988年）
  - 図書館（1988年）
- 1989年　リュマニテ新聞本部（サン＝ドニ）
- 1991年　アニェンビ・サンボードロモ（サンパウロ）
- 1996年　ニテロイ現代美術館（ニテロイ）
- 2002年　オスカー・ニーマイヤー美術館（クリチバ）
- 2003年　サーペンタイン・ギャラリー・パビリオン（ロンドン）
- 2006年　ゴイアニアの文化センター（ゴイアニア）
- 2007年　ポピュラー・シアター（ニテロイ）
- 2007年　バルパライソの文化センター（バルパライソ）
- 2011年　オスカー・ニーマイヤー国際文化センター（アビレス）

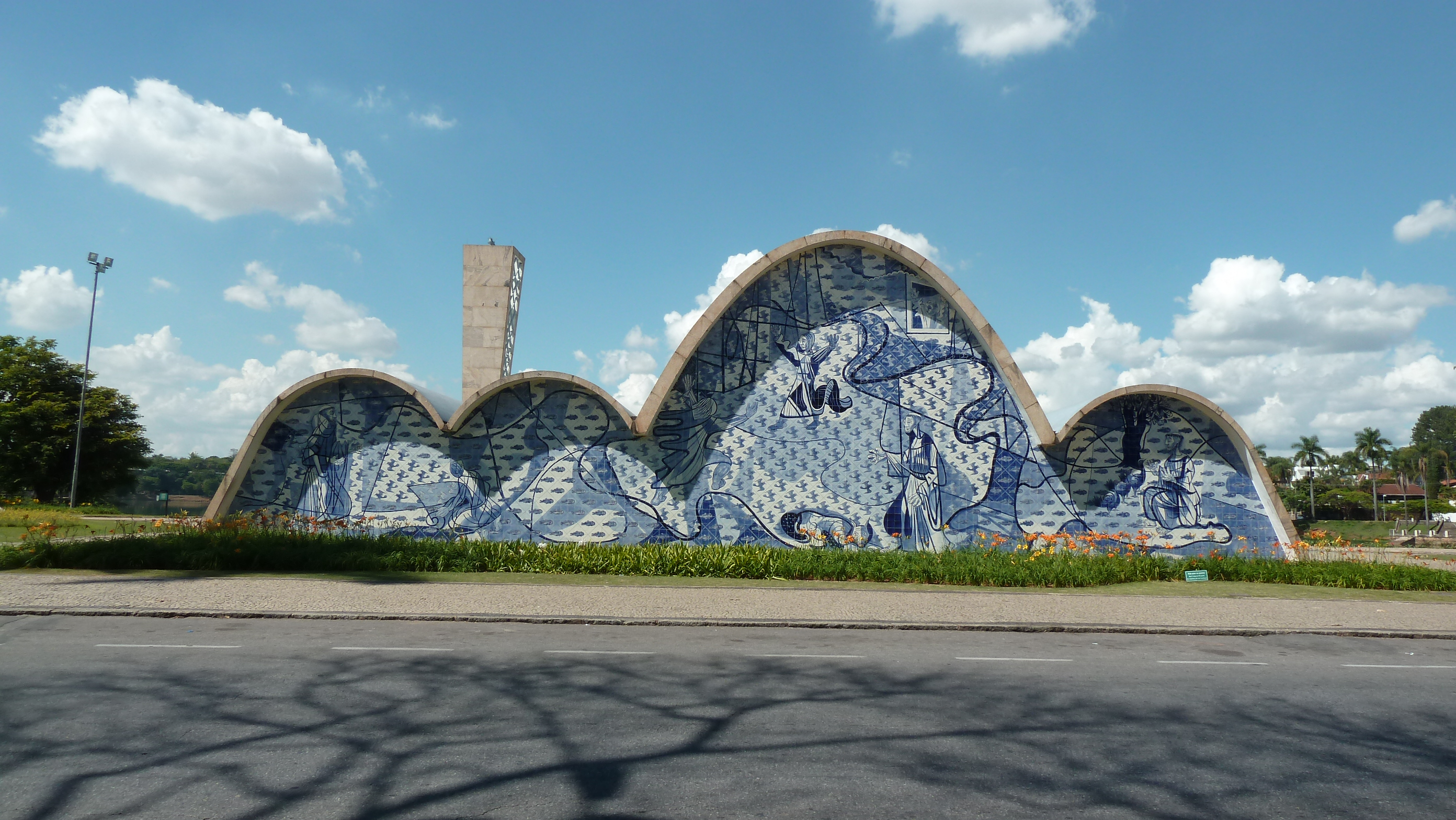
サン・フランシスコ礼拝堂
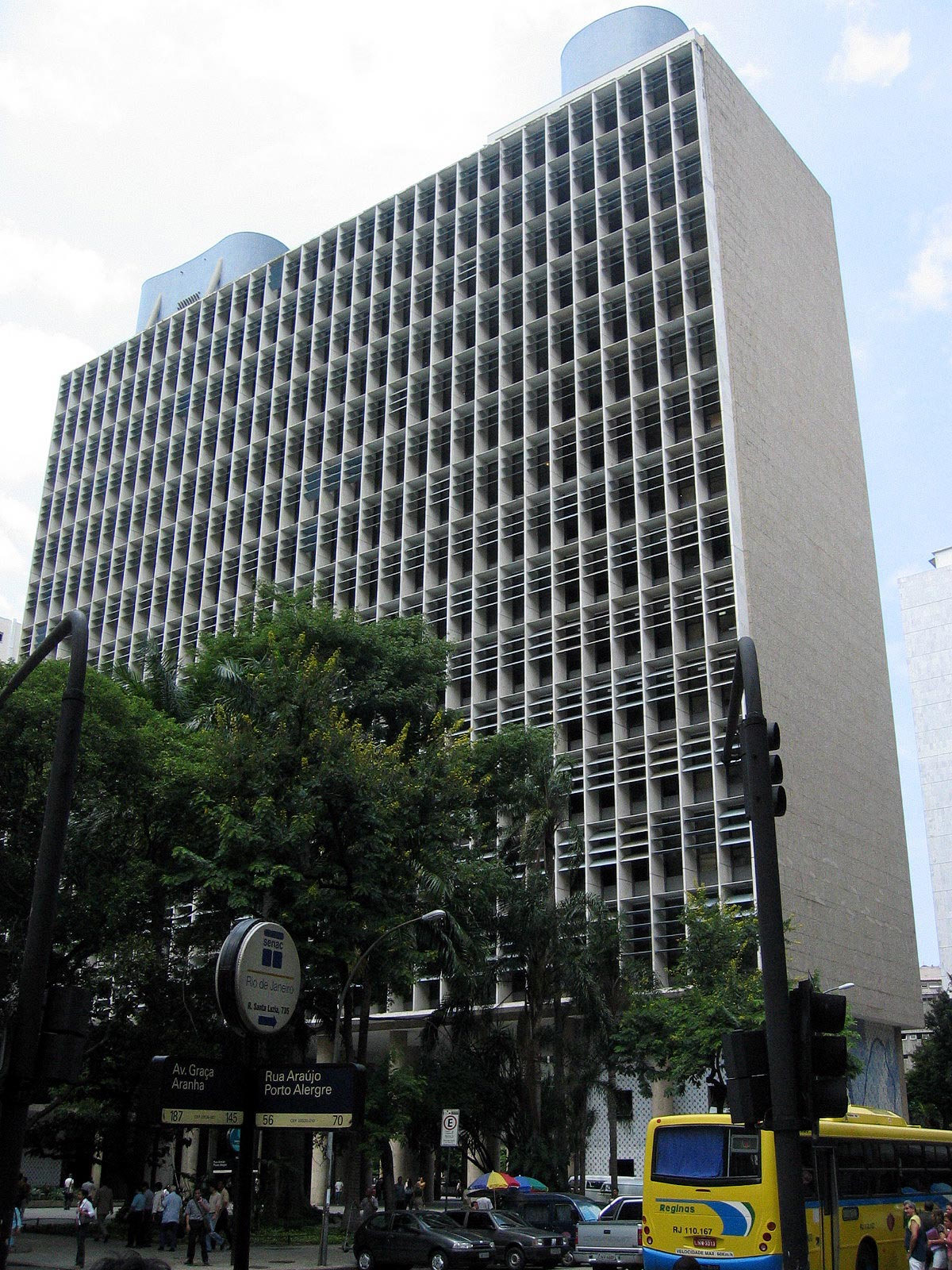
ブラジル旧教育保健省庁舍
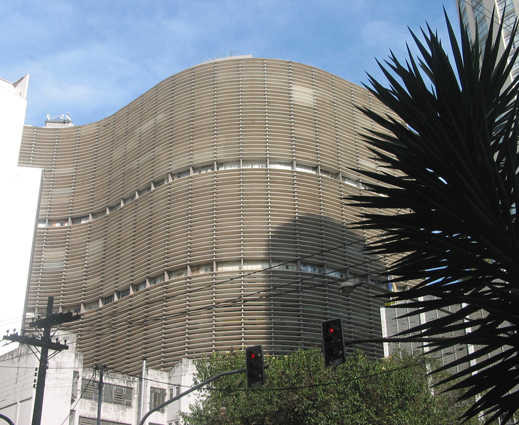
コパン・コンプレックス
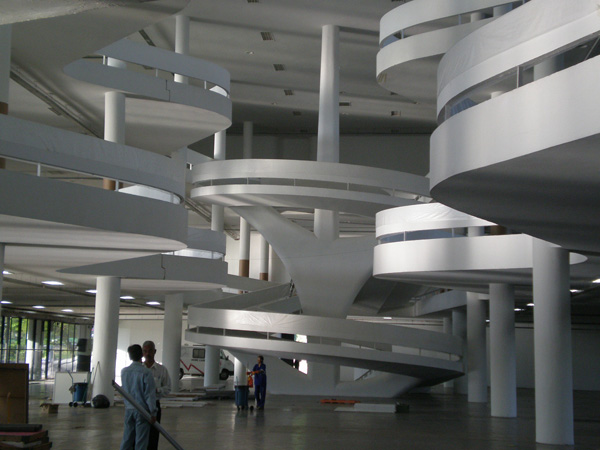
ビエンナーレ 産業パヴィリオン
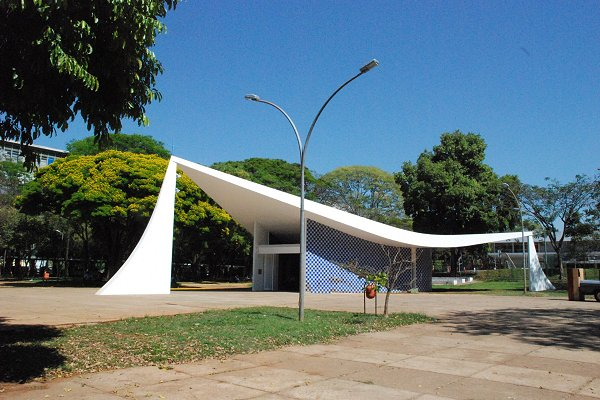
ファティマ教会
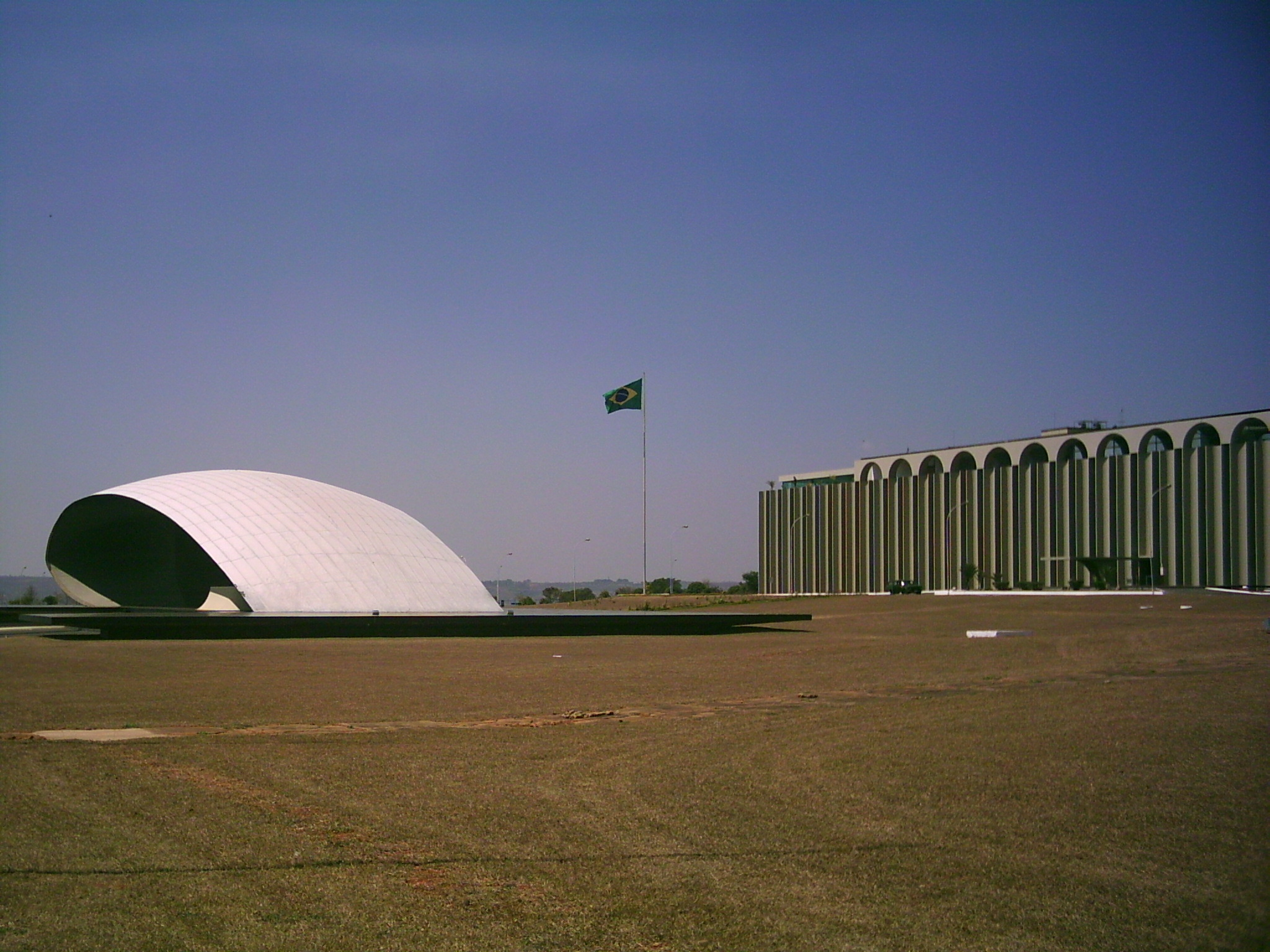
ブラジル国防省
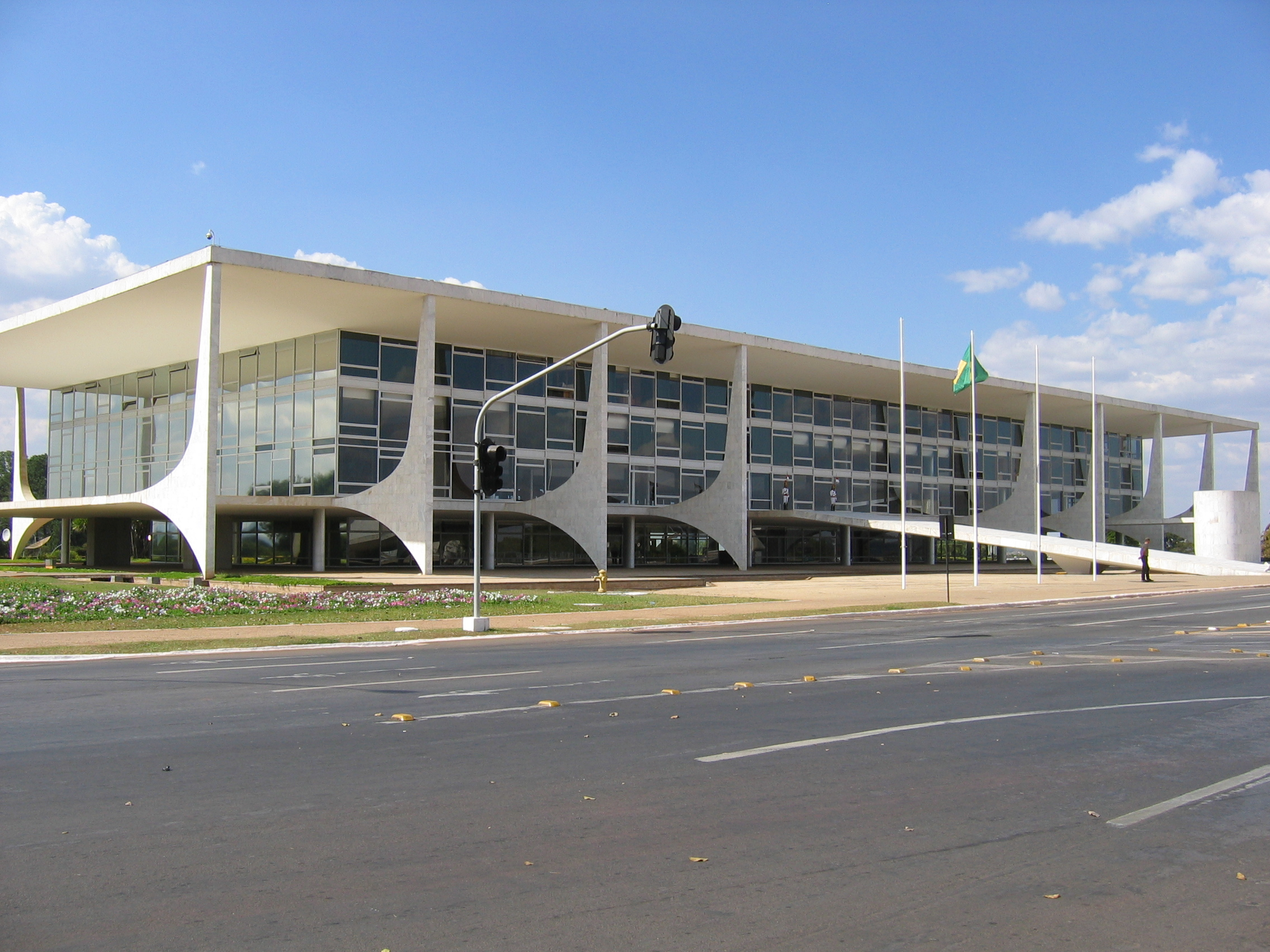
ブラジル大統領府
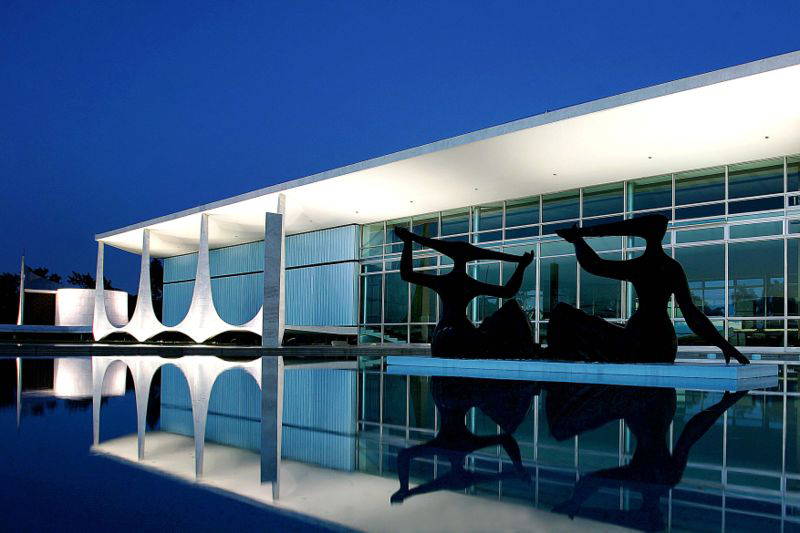
ブラジル大統領官邸
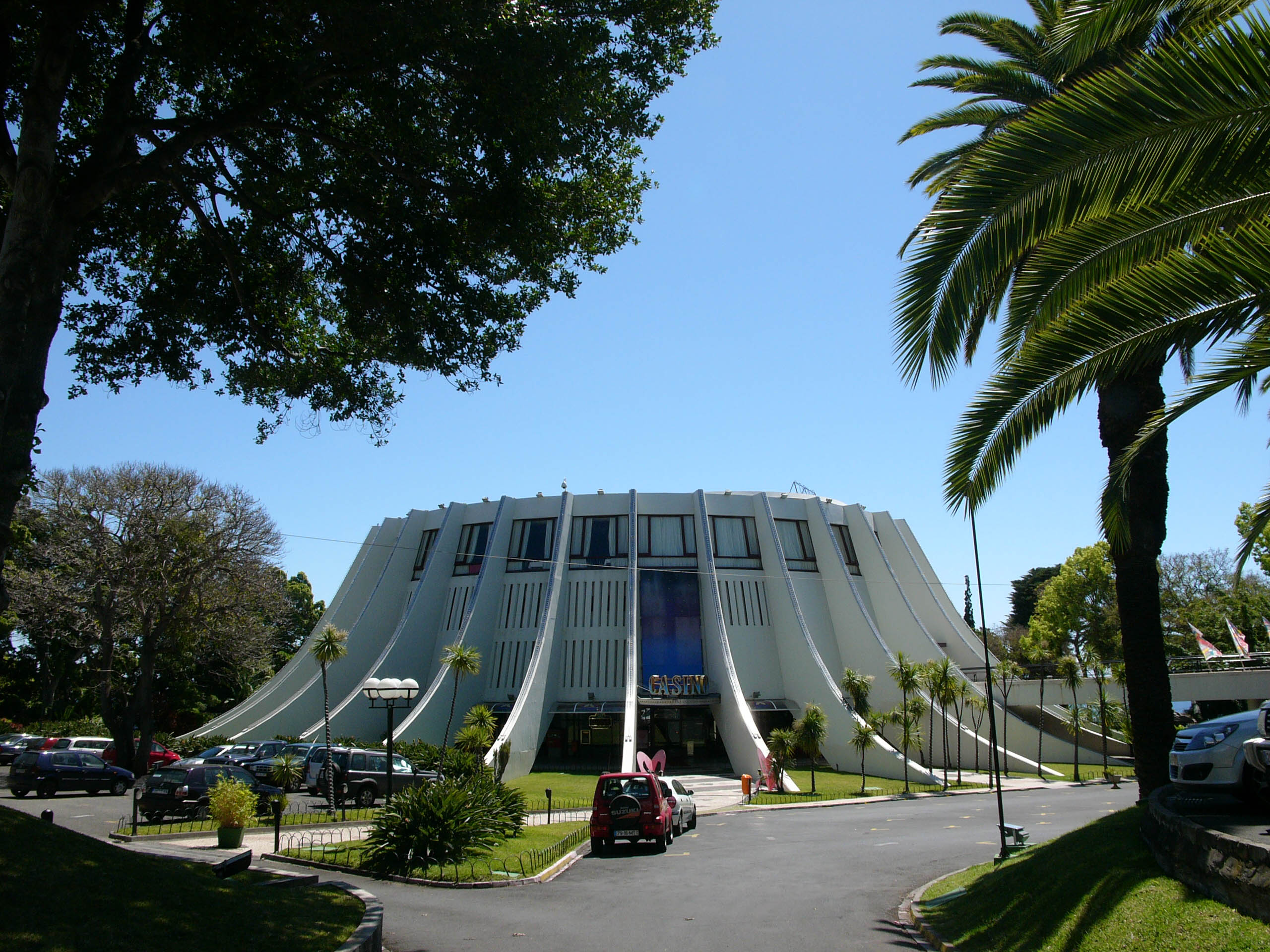
フンシャルのカジノ
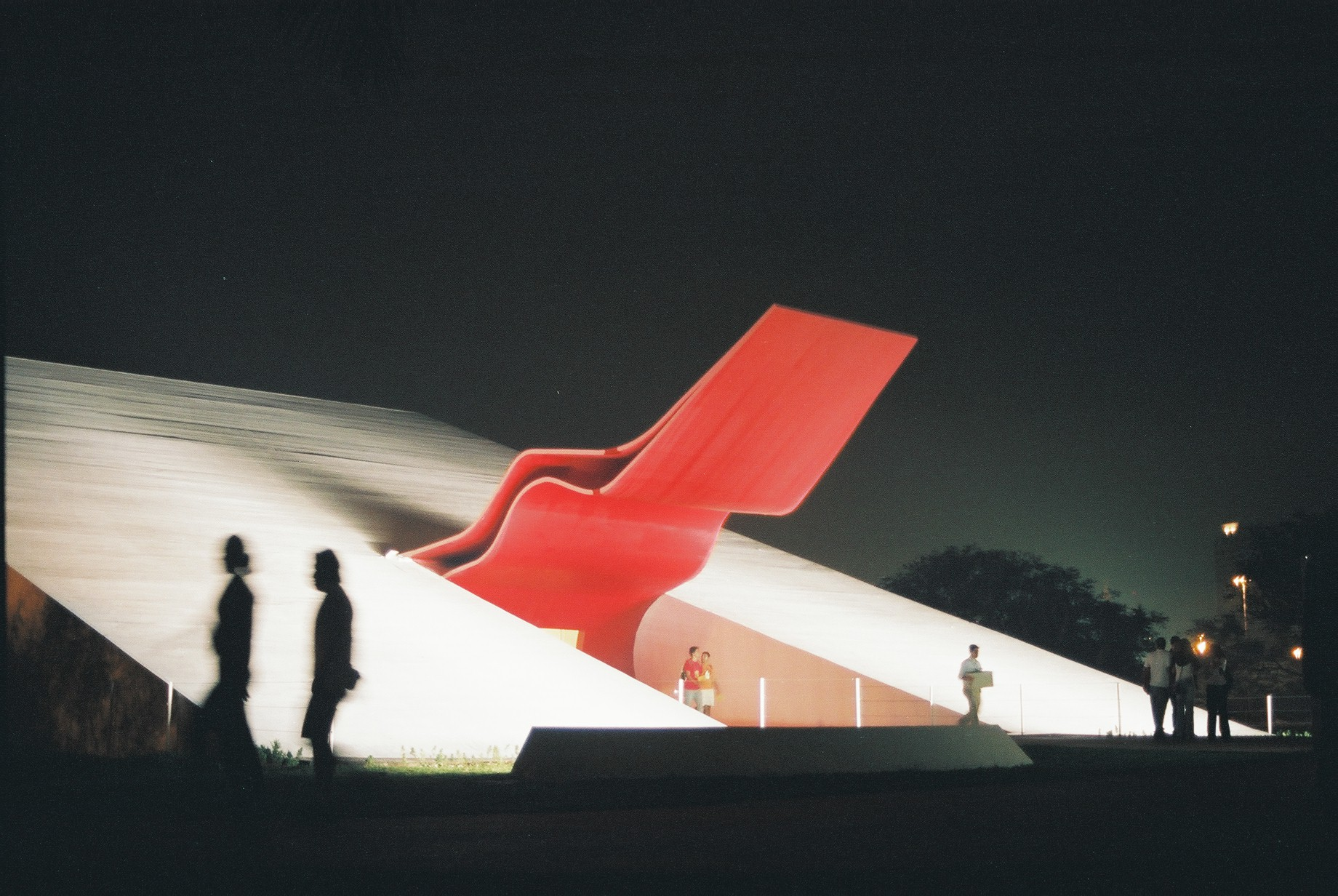
イビラプエラ公園の劇場
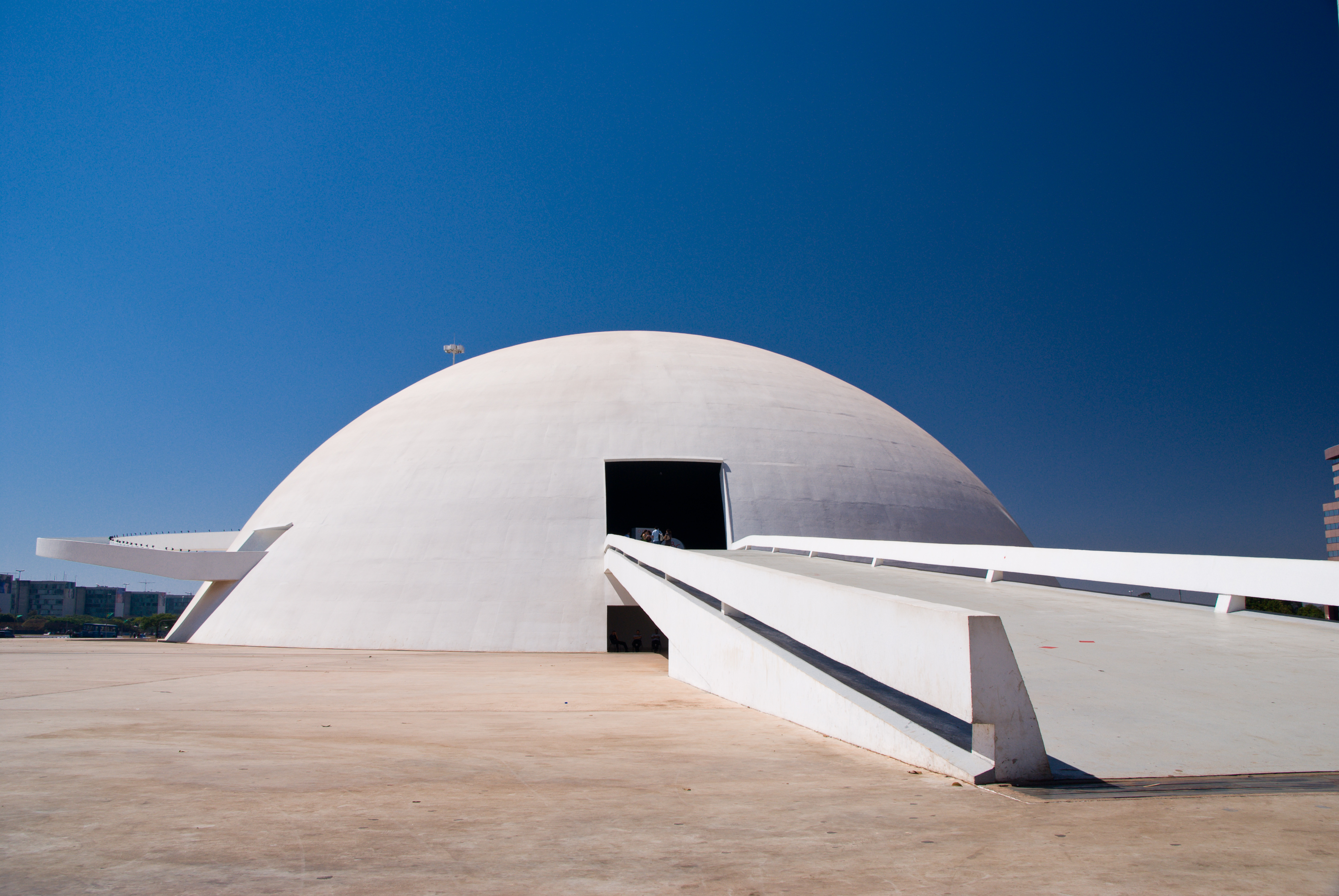
ブラジル国立美術館
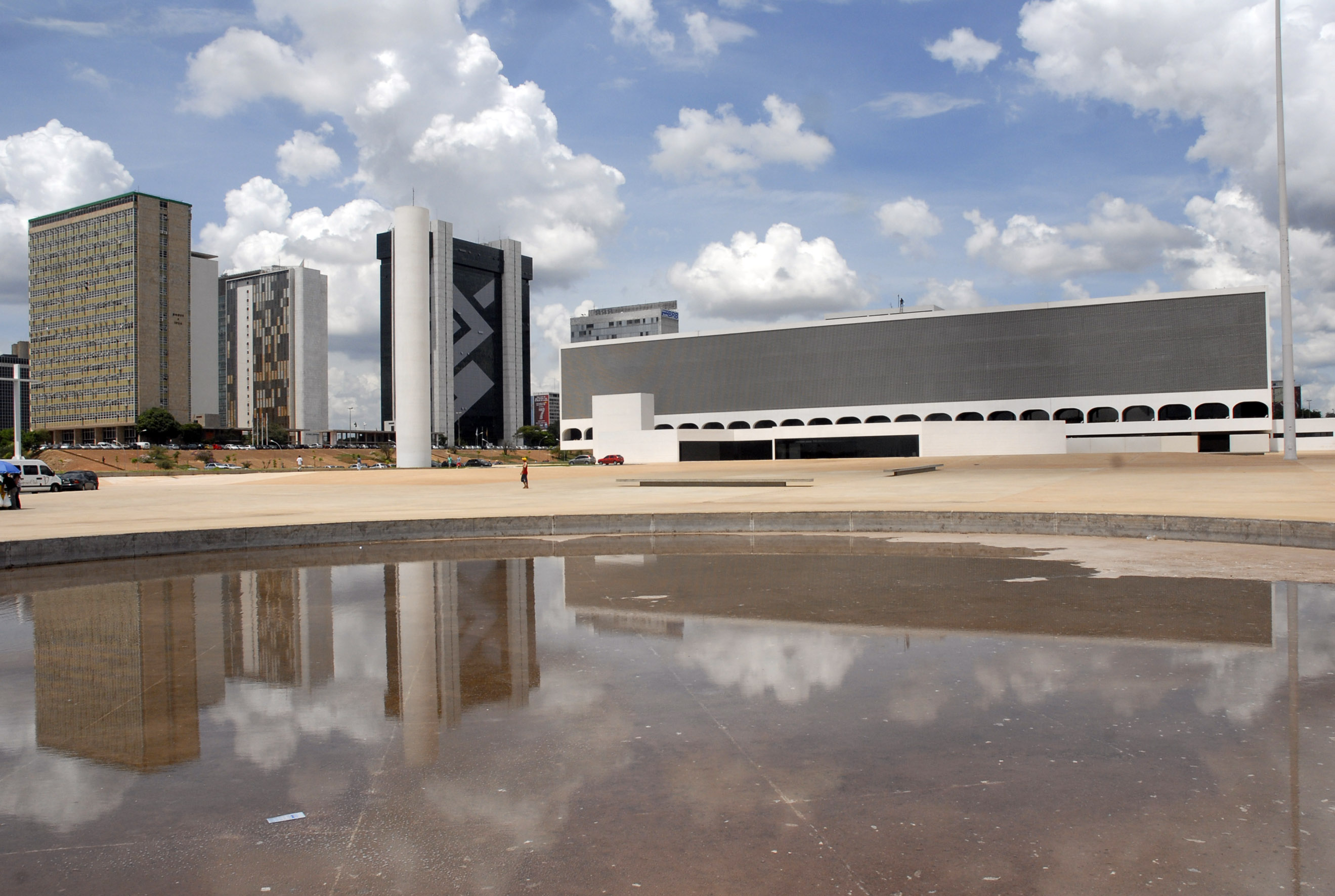
ブラジル国立図書館
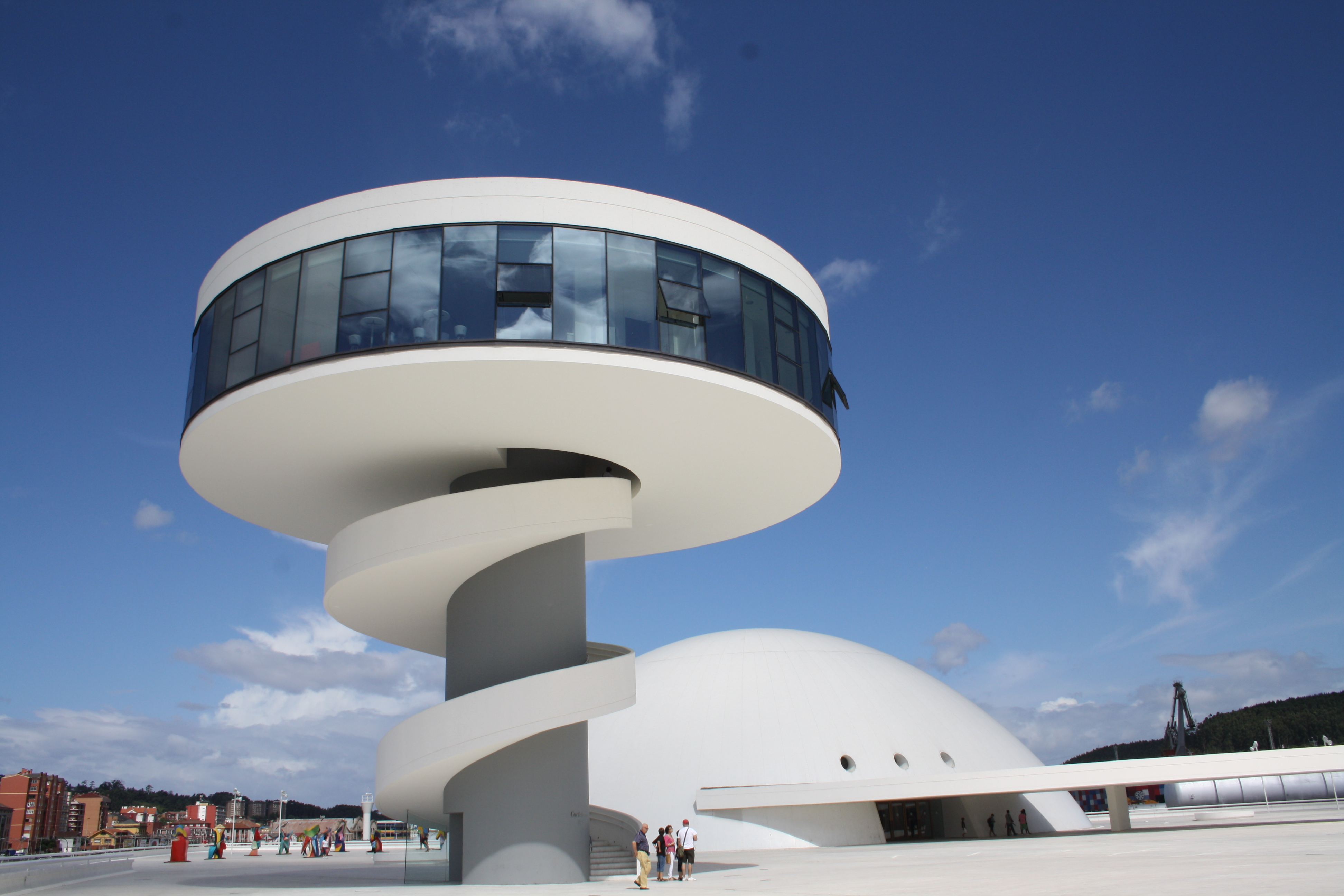
オスカー・ニーマイヤー国際文化センター

## 出演
- ドキュメンタリー映画『Oscar Niemeyer, un architecte engagé dans le siècle』（邦題『20世紀最後の巨匠オスカー・ニーマイヤー』）(2001年 ブラジル・フランス合作 監督:Marc-Henri Wajnberg)[5]

## その他
- 新建築住宅設計競技など審査員を歴任。